# 宜昌胡颓子
宜昌胡颓子（学名：Elaeagnus henryi）为胡颓子科胡颓子属下的一个种。

## 扩展阅读
- 維基物種上的相關：宜昌胡颓子